# Quercus cornelius-mulleri
Quercus cornelius-mulleri es una especie de roble de la familia Fagaceae. Fue descrita en 1981 cuando fue segregada de Quercus dumosa. Está clasificada en la Sección Quercus, que son los robles blancos de Europa, Asia y América del Norte. Tienen los estilos cortos; las bellotas maduran en 6 meses y tienen un sabor dulce y ligeramente amargo, el interior de la bellota tiene pelo. Las hojas carecen de una mayoría de cerdas en sus lóbulos, que suelen ser redondeados.

## Distribución y hábitat
Es nativo del sur de California y Baja California, donde aumenta en el chaparral, masas forestales de roble, y otros hábitats en colinas y montañas. Se puede observar más fácilmente al Parque nacional de Árboles de Josué y en las masas forestales en los márgenes occidentales desde el Desierto de Colorado al Condado de San Diego, California.

## Descripción
Es un arbusto espeso perennifolio no superior a los 3 metros de altura y está densamente ramificado. Sus ramas están enredadas, son de color gris, marrón o amarillento, de color difuso, cuando están formando nuevas ramas escamosas, con la edad. Las hojas tienen una textura coriácea y son gruesas, de dos colores: blanco y fuerza peludo en la parte inferior y de color gris claro o amarillo-verde y poco peludo en la parte superior. La lana al reverso de las hojas está formada por pelos de las hojas en forma de estrella que se funden en placas microscópicas. Las hojas son ovaladas con bordes lisos o dentados, y miden entre 2,5 a 3,5 centímetros de longitud. El fruto es una bellota que llega hasta los 2 centímetros de ancho, cubierta de escamas de color claro y cilíndrica.

## Taxonomía
Quercus cornelius-mulleri fue descrita por Nixon & K.P.Steele y publicado en Madroño 28(4): 210–218, f. 1–6. 1981.
Etimología
Quercus: nombre genérico del latín que designaba igualmente al roble y a la encina.
cornelius-mulleri: epíteto otorgado en honor del ecologista Cornelius Herman Muller.